# Blind Willie McTell
Blind Willie McTell (5. maj 1898 – 15. august 1959) er en sort bluesmusiker. Han blev født i Thomson Georgia, USA, og døde i Milledgeville i Georgia. Man ved meget lidt om hans barndom og fortid, endog hans navn er usikkert, hans fornavn var enten William, Samuel eller Eddie. Hans efternavn var McTier eller McTear. Men som musikker kaldte hans sig Willie McTell. Han var født blind, men han spillede den 12 strengede guitar som ingen før har gjort det. Han indspillede plader fra 1927 til 1955, og de har haft stor indflydelse på bl.a. Bob Dylan og andre nyere kunstnere. En af hans kendteste sange, Stateboro Blues, er indspillet af bl.a. Taj Mahal og The Allman Brothers Band.